# Тршка Горца
Тршка Горца (словен. Trška Gorca) је насељено место у општини Шентјур, Савињска регија, Словенија.

## Историја
До територијалне реорганизације у Словенији била је у саставу старе општине Шентјур при Цељу.

## Становништво
У попису становништва из 2011. године, Тршка Горца је имала 42 становника.
| Број становника према пописима | Број становника према пописима | Број становника према пописима |
| ------------------------------ | ------------------------------ | ------------------------------ |
| 1991                           | 2002                           | 2011                           |
| 49                             | 45                             | 42                             |